# Wir sind alle wie eins
Wir sind alle wie eins ist ein Lied der deutschen Pop-Rock-Band Unheilig. Das Stück ist die zweite Singleauskopplung aus ihrem Kompilationsalbum Alles hat seine Zeit – Best of Unheilig 1999–2014.

## Entstehung und Artwork
Geschrieben wurde das Lied von dem Grafen, Markus Tombült und Henning Verlage, produziert von Roland Spremberg, gemischt von Moritz Enders und gemastert von Sascha Bühren. Die Single wurde unter dem Musiklabel Vertigo Berlin veröffentlicht. Auf dem schwarz-gold gehaltenen Cover der Maxi-Single ist eine Karikatur der Erde zu sehen. Das Bild setzt sich aus vielen kleinen Bildern zusammen und zeigt den Umriss der Erdkugel. Das Coverfoto wurde von Erik Weiss erstellt und von dem Büro Dirk Rudolph gestaltet.

## Veröffentlichung und Promotion

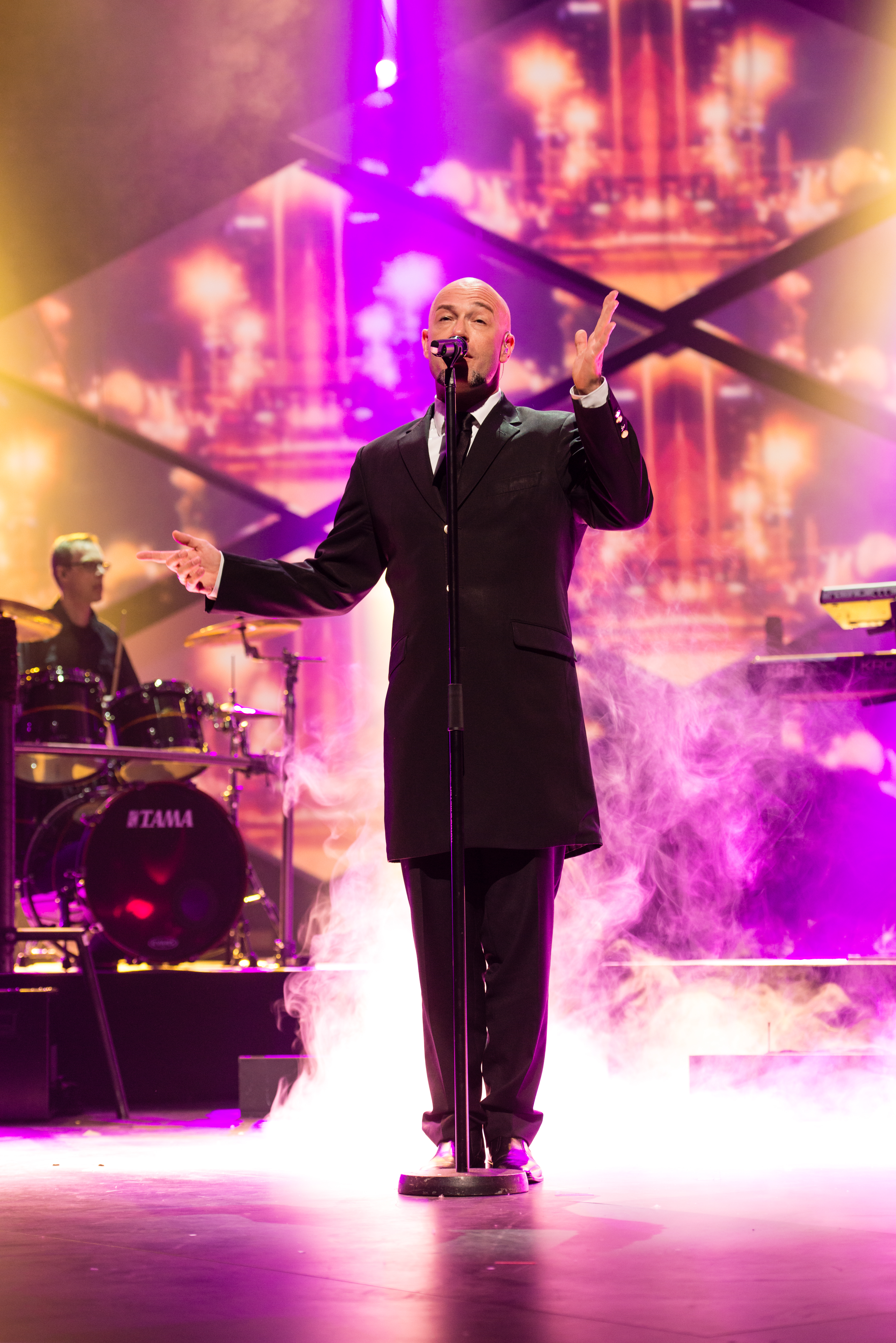
Unheilig bei Unser Song für Dänemark.

Die Erstveröffentlichung von Wir sind alle wie eins fand am 7. März 2014 als digitale Veröffentlichung statt. Die Veröffentlichung als physische Maxi-Single folgte eine Woche später am 14. März 2014 in Deutschland, Österreich und der Schweiz. Die Maxi-Single enthält eine Piano-Version des Liedes als B-Seite.
Am 13. März 2014 traten Unheilig mit dem Stück bei der deutschen Vorentscheidung Unser Song für Dänemark für den Eurovision Song Contest 2014 gegen Künstler wie Madeline Juno, Oceana und Santiano an. In der ersten Runde sangen Unheilig Als wär’s das erste Mal, in der zweiten Runde traten sie mit Wir sind alle wie eins an. Im Finale belegten sie mit Wir sind alle wie eins den zweiten Platz hinter Elaiza, die mit 55 % und dem Titel Is It Right gewannen. Des Weiteren folgte eine Liveauftritt zur Hauptsendezeit während der Verleihung der Goldenen Henne 2014 des MDR- und rbb Fernsehen.

## Inhalt
Der Liedtext zu Wir sind alle wie eins ist in der deutschen Sprache verfasst. Musikalisch bewegt sich das Lied im Bereich der Popmusik. Sowohl die Musik als auch der Text wurden gemeinsam vom Grafen, Markus Tombült und Henning Verlage verfasst.

„Wir sind alle wie eins.

Unsere Freundschaft kann die Brücke sein.

Eine Stimme, ein Chor.

Wir sind wir.

Wir sind alle wie eins.“

Den Inhalt des Liedes beschrieb der Graf wie folgt:

„Egal wo du herkommst, egal welche Sprache du sprichst, egal welche Hautfarbe du hast, im Grunde sind wir alle ein großes Ganzes – WIR SIND ALLE WIE EINS.“

## Musikvideo
Das Musikvideo zu Wir sind alle wie eins wurde im März 2014 gedreht und feierte am 20. März 2014 Premiere. Das Video zeigt zum einen den Grafen, der sich durch unterschiedliche Städte bewegt und dabei das Lied singt, und zum anderen sind immer wieder Menschen verschiedenster Nationen und Herkunft zu sehen, die im Einklang miteinander Leben. Im Hintergrund sind immer verschiedene Städte und Sehenswürdigkeiten zu sehen. Die Länge des Videos beträgt 3:09 Minuten. Regie führte Markus Gerwinat. Produziert wurde das Video von der QFilmproduktion.

## Mitwirkende
| Liedproduktion - Sascha Bühren: Mastering - Moritz Enders: Abmischung - Der Graf: Gesang, Komponist, Liedtexter - Martin Potthoff: Schlagzeug - Roland Spremberg: Musikproduzent - Christoph Termühlen: Gitarre - Markus Tombült: Komponist, Liedtexter - Henning Verlage Keyboard, Komponist, Liedtexter Artwork (Cover) - Büro Dirk Rudolph: Covergestaltung - Erik Weiss: Fotograf | Musikvideo - Benjamin Erdenberger: Oberbeleuchter - Markus Gerwinat: Regisseur - Christopher Häring: Kameramann - Florian Heinrich: Lichtassistent - Marié Tanaka Kretschmer: Schauspieler Unternehmen - QFilmproduktion: Filmproduzent (Musikvideo) - Vertigo Berlin: Musiklabel |

## Chartplatzierungen
Wir sind alle wie eins erreichte in Deutschland Position 29 der Singlecharts und konnte sich insgesamt drei Wochen in den Charts halten. Damit ist dies der zwölfte Charterfolg für Unheilig in Deutschland. Für Verlage ist Wir sind alle wie eins die achte Autorenbeteiligung, die sich in den Single Top 100 in Deutschland platzieren konnte.